# Rhynchotinae
I Rincotini (Rhynchotinae) sono una sottofamiglia di uccelli della famiglia dei Tinamidi.
Endemici della regione neotropicale, sono conosciuti anche come tinami delle steppe.
La loro caratteristica principale, data dalle narici poste alla base del becco, è probabilmente connessa all'abitudine di scavare servendosi di esso.

## Sistematica
La sottofamiglia Rhynchotinae comprende 6 generi e 18 specie:
- Genere Rhynchotus von Spix, 1825
  - Rhynchotus rufescens (Temminck, 1815) - tinamo alirosse
  - Rhynchotus maculicollis Gray, 1867 - tinamo di Huayco
- Genere Nothoprocta Sclater e Salvin, 1873
  - Nothoprocta taczanowskii Sclater e Salvin, 1875 - tinamo di Taczanowski
  - Nothoprocta ornata (Gray, 1867) - tinamo ornato
  - Nothoprocta perdicaria (Kittlitz, 1830) - tinamo del Cile
  - Nothoprocta cinerascens (Burmeister, 1860) - tinamo delle erbe
  - Nothoprocta pentlandii (Gray, 1867) - tinamo delle Ande
  - Nothoprocta curvirostris Sclater e Salvin, 1873 - tinamo beccocurvo
- Genere Nothura Wagler, 1827
  - Nothura boraquira (von Spix, 1825) - cotorna pettobianco
  - Nothura minor (von Spix, 1825) - cotorna minore
  - Nothura darwinii Gray, 1867 - cotorna di Darwin
  - Nothura maculosa (Temminck, 1815) - cotorna macchiata
  - Nothura chacoensis Conover, 1937 - tinamo del Chaco
- Genere Taoniscus Gloger, 1842
  - Taoniscus nanus (Temminck, 1815) - tinamo nano
- Genere Eudromia Geoffroy Saint-Hilaire, 1832
  - Eudromia elegans Geoffroy Saint-Hilaire, 1832 - martinetta dal ciuffo
  - Eudromia formosa (Lillo, 1905) - martinetta del quebracho
- Genere Tinamotis Vigors, 1837
  - Tinamotis pentlandii Vigors, 1837 - tinamo della puna
  - Tinamotis ingoufi Oustalet, 1890 - tinamo di Patagonia